# Harry V. Jaffa
Harry V. Jaffa (7 de octubre de 1918 − 10 de enero de 2015) fue un académico estadounidense.
Fue uno de los estudiantes más famosos de Leo Strauss. Su libro más conocido, Crisis of the House Divided examina los debates entre Abraham Lincoln y Stephen A. Douglas en 1858. Durante la campaña presidencial de 1964, redactó los discursos del candidato republicano Barry Goldwater.